# Bitam (Batna)
Pour les articles homonymes, voir Bitam.
Bitam est une commune de la wilaya de Batna en Algérie.

## Géographie

### Situation
Le territoire de la commune de Bitam se situe au sud-ouest de la wilaya de Batna.
| Barika                    | Barika                      | Seggana                           |
| Abdelkader Azil           | Bitam                       | Tilatou                           |
| Abdelkader Azil, M'doukel | M'doukel, Tolga (W. Biskra) | El Outaya, El Kantara (W. Biskra) |

### Localités de la commune
La commune de Bitam est composée de seize localités :
- Aïn Juste
- Ben Youcef
- Bitam centre
- Defila
- El Meleh
- Kherrarif
- Maader
- Megataa
- Ouled Aïche
- Ouled Amor
- Ouled Djehaïche
- Ouled Sayeh
- Ouled Torch
- Sebaa
- Sehli
- Sellalma

## Démographie

### Évolution démographique
| 1966  | 1977  | 1984  | 1998  | 2008   |
| ----- | ----- | ----- | ----- | ------ |
| 5 829 | 6 673 | 8 000 | 9 270 | 11 855 |